# Classe Falster
La classe Falster danese è stata costruita con una grande capacità di trasporto mine per il suo compito principale, ma normalmente è usata come nave d'appoggio per unità leggere della flotta danese. Essa ha una capacità persino maggiore della Classe Alecha sovietica, che pure è di dimensioni maggiori, e rappresenta la maggiore dei 3 tipi di posamine specializzati della marina danese, così interessata alla guerra di mine per il suo compito di 'guardiano' dello stretto di Danimarca. 3 navi in servizio con la marina danese negli anni ottanta, quando erano già vecchie di circa 25 anni, e 1 in linea in quella turca.